# Патерностер, Фернандо
Фернардо Патерностер (исп. Fernando Paternoster; 24 мая 1903, Пеуахо — 6 июня 1967, Буэнос-Айрес) — аргентинский футболист, защитник. На протяжении карьеры выступал за клубы «Атланта», «Расинг» и «Архентинос Хуниорс». Играл в национальной сборной Аргентины, в которой провёл 16 матчей и стал с командой серебряным призёром Чемпионата мира 1930 и Олимпийских игр 1928, а также Чемпионом Южной Америки 1929.
После окончания карьеры Фернандо Патерностер работал тренером в Колумбии и Эквадоре, тренеруя такие команды, как «Мильонариос», «Америка Кали», «Атлетико Насьональ», «Эмелек» и другие. Тренировал Патерностер и сборную Колумбии в 1938 году.

## Награды

### Как игрок
- Серебряный призёр Олимпийских игр: 1928
- Чемпион Южной Америки: 1929
- Серебряный призёр Чемпионата мира: 1930

### Как тренер
- Чемпион Колумбии: 1954
- Чемпион Эквадора: 1965